# Yu ci Yisheng
Yu ci Yisheng (愉此一生S, titolo internazionale Till Death Tear Us Apart) è una webserie cinese rilasciata il 14 febbraio 2017 da QQLive e in contemporanea da Tencent Holdings Tencent Video. Molti degli episodi sono stati censurati dalle autorità cinesi a causa delle relazioni omosessuali presenti.

## Trama
La Cina del 1944 è divisa da una lunga guerra civile tra il Partito Comunista e quello Kuomintang mentre imperversa la seconda guerra mondiale contro il Giappone. Liu Yu-sheng è un giovane di una famiglia benestante che, dopo essere tornato dallo studio all'estero, scopre che la sua eredità è stata rubata da altri membri della sua famiglia. Per guadagnarsi da vivere ottiene un lavoro come insegnante in una piccola scuola rurale. Riservato e idealista Liu Yu-sheng è in realtà un comunista che lavora segretamente nell'ombra. Un giorno si ricongiunge con un vecchio compagno di scuola, Zhou Yao-hua, e l'amore comincia presto a emergere tra i due giovani. Tuttavia Zhou Yao-hua è un nazionalista e come la maggior parte della gente del paese odia i comunisti. Inizia così il difficile processo decisionale di Yu-sheng la cui lealtà sarà divisa tra il suo lavoro di informatore e il suo amore per Zhou Yao-hua.

## Personaggi
- Liu Yu-sheng, interpretato da Jiang Zi-le
È un insegnante di cinese in una piccola scuola rurale ma in realtà è un membro attivo e informatore del Partito Comunista. Inizialmente non riesce a capire i forti sentimenti che Zhou Yao-hua prova nei suoi confronti.
- Zhou Yao-hua, interpretato da Yan Zi-dong
È un vecchio compagno di scuola di Liu Yu-sheng e vive facendo il contrabbandiere. Viene da una famiglia importante ed è il fratello di Zhou Yao-min.
- Liu Yu-shao, interpretato da Myron
È il cugino di Liu Yu-shen e anche lui è un membro del Partito Comunista. Non è molto intelligente, è avventato e non dispone di abilità particolari anche se ha dimostrato di essere molto dedicato alla causa comunista e di possedere una personalità ingenua e innocente. Inizia ad essere attratto da A Yan.
- A Yan, interpretato da Lu Zhuo
È un servo personale della famiglia Zhou ed è molto riservato. Quando era giovane fu "venduto" negli Stati Uniti ma fu salvato da Zhou Yao-hua, che a sua volta era stato costretto ad andare in America, da suo padre, all'accademia militare. Yan si è arruolato nell'esercito al posto di Zhou Yao-hua e per questo ha maturato grandi capacità di combattimento con le armi da fuoco.
- A Kuan, interpretato da Yang Kai-cheng
È uno dei membri del Partito Comunista ed è collegato a Liu Yu-sheng.
- Zhou Yao-min, interpretata da Zhou Yi
È la sorella maggiore di Zhou Yao-hua ed è una militare e fervida difenditrice del Partito nazionalista.
- Sra. Zhao, interpretata da Jiang Shi-meng
È la padrona di casa di Liu Yu-sheng ed è una vedova con tre figli.
- Zhao Jia-li, interpretato da Zhang Yi-chang
È uno degli studenti di Liu Yusheng.
- Mu Cai-yi, interpretata da Hong Yue
È una pretendente di Zhou Yao-hua; tuttavia lui rifiuta i suoi sentimenti.

## Produzione
Il lancio della serie è stato annunciato l'8 novembre 2016. Il 10 novembre è stato pubblicato il primo trailer promozionale. Sebbene la storia sia basata su un romanzo autoconclusivo la serie è stata creata come una continuazione di Shiru bu Shiding, serie che è stata cancellata nel settembre 2016 dalle autorità cinesi lasciando trame incomplete e non risolte. Gli attori che interpretano i personaggi principali sono gli stessi di Shiru bu Shiding, il che suggerisce una reincarnazione dei personaggi (nel penultimo episodio i protagonisti fanno anche riferimento, in modo romanticamete scherzoso, a una "vita precedente").

## Censura
La serie ha risentito della censura da parte delle autorità cinesi che hanno causato la riduzione di molti episodi e l'eliminazione di scene romantiche tra i personaggi maschili.